# 繁昌北站
繁昌北站是位于安徽省芜湖市繁昌区繁阳镇龙华路的一个铁路乘降所，邮政编码241200。车站建于1969年，有宁铜铁路经过该站，现仅办理货运，不办理客运业务，车站及其上下行区间均未电气化。车站距离中华门站171公里，隶属中国铁路上海局集团有限公司。
1. ↑  铁道部电子计算技术中心, 铁道部运输局. . 北京: 中国铁道出版社. 1998: 61. ISBN 9787113030995.
2. ↑  . 繁昌新闻网 (芜湖市繁昌区人民政府). 2015-08-21  [2021-09-28]. （原始内容存档于2021-09-28）.